# Svendborg fB
Der Svendborg forenede Boldklubber ist ein dänischer Sportverein aus der Hafenstadt Svendborg, der vor allem für die Fußballmannschaft bekannt ist. Die Profimannschaft spielte zwischen den 1970er und 1990er Jahren zeitweise in der zweitklassigen 1. Division und wurde 2008 in den später aufgelösten FC Svendborg ausgegliedert.

## Geschichte
Der Svendborg fB wurde unter dem Namen Fønix Svendborg zunächst als Cricketverein 1901 gegründet, benannte sich aber zeitnah in Union Svendborg um und nahm aber bald auch das Fußballspiel auf. 1915 gab sich der Klub den Namen Svendborg Boldklub. Als Vertreter des Regionalverbands von Fünen nahm er 1926 an der dänischen Meisterschaft teil, schied aber in der zweiten Runde gegen Horsens fS aus.
Parallel entstand 1926 in Svendborg der Arbeiterklub Arbejdernes Boldklub, der sich 1932 in Frem Svendborg umbenannte. Dieser schloss sich 1954 mit dem 1938 gegründeten Fremad zum Kammeraternes Boldklub zusammen. Der neue Klub avancierte zu einem starken Konkurrenten des Svendborg Boldklub, ehe er sich diesem 1962 anschloss, um Svendborg forenede Boldklubber zu gründen.
1964 gelang dem Svendborg fB erstmals mit dem Aufstieg in die damals drittklassige 3. Division die Teilnahme am landesweiten Ligabetrieb. In den folgenden Jahren schwankte die Mannschaft zwischen dritten und viertem Spielniveau, ehe unter dem 1969 verpflichteten Trainer Richard Møller Nielsen Ende 1971 der Aufstieg in die Zweitklassigkeit gelang. 1976 stieg der Klub jedoch wieder ab.
1982 übernahm der ehemalige Deutschlandprofi Viggo Jensen das Traineramt und führte den Klub zurück in die zweite Liga. Bis zum Wechsel zum Silkeborg IF 1987 blieb er beim Klub, der anschließend wieder abstieg. Nach dem direkten Wiederaufstieg etablierte sich die Mannschaft in der zweiten Liga und überstand auch eine Ligareform aufgrund der Einführung der Superliga 1991 auf dem Spielniveau, beendete die Zweitliga-Saison 1991 auf einem Abstiegsplatz. Zur Spielzeit 1995/96 kehrte sie in die Zweitklassigkeit zurück, wo sie in der Saison 1996/97 zeitweise im Aufstiegsrennen zur Superliga stand und als Tabellendritte abschloss. Nach Plätze im mittleren Tabellenbereich folgte am Ende der Spielzeit 1999/2000 der erneute Gang in die Drittklassigkeit.
Anschließend folgte für Svendborg fB der rasante Absturz aus dem landesweiten Spielbetrieb in die Fünftklassigkeit. Trotz finanzieller Probleme kehrte der Klub 2006 wieder in die vierte Liga zurück. Mit dem Ziel, wieder in die zweithöchste Spielklasse zurückzukehren wurde die erste Mannschaft nach dem Aufstieg in die dritte Liga 2008 in den FC Svendborg ausgegliedert. Die in der fünften Liga antretende Reservemannschaft wurde zum Svendborg fB umfirmiert und sollte als Farmteam dem neuen Klub zuarbeiten. Da sich der Erfolg beim neuen Klub nicht einstellte, kam es zu rückläufigen Sponsoreneinnahmen und nach dem Abstieg in die Viertklassigkeit musste er 2017 Konkurs anmelden. Er wurde in die Sechstklassigkeit zurückgestuft, das Spielrecht nahm der Svendborg fB wahr, der eine Kooperation mit der lokalen Sportförerschule Skolerne i Oure Sport & Performing Arts einging.